# Quini
Enrique Castro González mais conhecido como Quini (Oviedo, 23 de setembro de 1949 – Gijón, 27 de fevereiro de 2018) foi um futebolista espanhol.

## Carreira

### Clubes
Ficou conhecido como Quini, mas também era chamado de El Brujo, Quinocho e Quinigol. Esse último justificava-se por seu faro de gol, que lhe fez ser artilheiro cinco vezes no campeonato espanhol, em 1974/75, 1976/77 e três seguidas em 1980/81, 1981/82 (onde também conquistou seu único título na Liga) e 1982/83; as três primeiras pelo Real Sporting de Gijón, clube que defendeu de 1968 a 1980 e de 1984 a 1987 e as duas últimas pelo Barcelona, o outro único clube que defendeu, entre 1980 e 1984. Igualou-se a Di Stéfano, tendo ambos sido artilheiros cinco vezes (estando atrás apenas de Telmo Zarra, seis vezes artilheiros).

### Seleção Espanhola
Pela Espanha, jogou de 1970 a 1982, jogando as Copas do Mundo de 1978 e 1982, quando o país sediou o torneio.

## Falecimento
Faleceu em 27 de fevereiro de 2018 aos 68 anos de idade vítima de infarto.

## Estatísticas

### Clubes
| Equipe            | Temporada         | Campeonato nacional | Campeonato nacional | Copa nacional | Copa nacional | Competições continentais | Competições continentais | Outros torneios | Outros torneios | Total | Total |
| Equipe            | Temporada         | Jogos               | Gols                | Jogos         | Gols          | Jogos                    | Gols                     | Jogos           | Gols            | Jogos | Gols  |
| ----------------- | ----------------- | ------------------- | ------------------- | ------------- | ------------- | ------------------------ | ------------------------ | --------------- | --------------- | ----- | ----- |
| Ensidesa          | 1967–68           | 22                  | 17                  | –             | –             | –                        | –                        | –               | –               | 22    | 17    |
| Ensidesa          | Total             | 22                  | 17                  | –             | –             | –                        | –                        | –               | –               | 22    | 17    |
| Sporting de Gijón | 1968–69           | 21                  | 15                  | –             | –             | –                        | –                        | –               | –               | 21    | 15    |
| Sporting de Gijón | 1969–70           | 34                  | 21                  | 1             | 1             | –                        | –                        | –               | –               | 35    | 22    |
| Sporting de Gijón | 1970–71           | 30                  | 13                  | 2             | 0             | –                        | –                        | –               | –               | 32    | 13    |
| Sporting de Gijón | 1971–72           | 24                  | 9                   | 3             | 1             | –                        | –                        | –               | –               | 27    | 10    |
| Sporting de Gijón | 1972–73           | 34                  | 11                  | 8             | 5             | –                        | –                        | –               | –               | 42    | 16    |
| Sporting de Gijón | 1973–74           | 34                  | 20                  | 2             | 1             | –                        | –                        | –               | –               | 36    | 21    |
| Sporting de Gijón | 1974–75           | 32                  | 12                  | 6             | 3             | –                        | –                        | –               | –               | 38    | 15    |
| Sporting de Gijón | 1975–76           | 34                  | 21                  | 4             | 1             | –                        | –                        | –               | –               | 38    | 22    |
| Sporting de Gijón | 1976–77           | 38                  | 26                  | 5             | 4             | –                        | –                        | –               | –               | 43    | 30    |
| Sporting de Gijón | 1977–78           | 32                  | 15                  | 10            | 9             | –                        | –                        | –               | –               | 42    | 24    |
| Sporting de Gijón | 1978–79           | 33                  | 23                  | 1             | 0             | 4                        | 0                        | –               | –               | 38    | 23    |
| Sporting de Gijón | 1979–80           | 34                  | 24                  | 9             | 3             | 2                        | 0                        | –               | –               | 45    | 27    |
| Sporting de Gijón | Total             | 360                 | 210                 | 51            | 28            | 6                        | 0                        | –               | –               | 417   | 238   |
| Barcelona         | 1980–81           | 30                  | 20                  | 10            | 11            | 2                        | 1                        | –               | –               | 42    | 32    |
| Barcelona         | 1981–82           | 32                  | 27                  | 2             | 0             | 8                        | 3                        | –               | –               | 42    | 30    |
| Barcelona         | 1982–83           | 22                  | 4                   | 3             | 0             | 4                        | 0                        | –               | –               | 29    | 4     |
| Barcelona         | 1983–84           | 16                  | 3                   | 11            | 5             | 1                        | 2                        | 1               | 0               | 29    | 11    |
| Barcelona         | Total             | 100                 | 54                  | 26            | 16            | 15                       | 6                        | 1               | 0               | 142   | 77    |
| Sporting de Gijón | 1984–85           | 21                  | 9                   | 13            | 10            | –                        | –                        | –               | –               | 34    | 19    |
| Sporting de Gijón | 1985–86           | 24                  | 7                   | 7             | 4             | 2                        | 0                        | –               | –               | 33    | 11    |
| Sporting de Gijón | 1986–87           | 16                  | 1                   | 1             | 1             | –                        | –                        | –               | –               | 17    | 2     |
| Sporting de Gijón | Total             | 61                  | 17                  | 21            | 15            | 2                        | 0                        | –               | –               | 84    | 32    |
| Total na carreira | Total na carreira | 543                 | 298                 | 98            | 59            | 23                       | 6                        | 1               | 0               | 665   | 364   |

## Títulos
Barcelona
- Copa del Rey: 1980–81, 1982–83[3]
- Supercopa da Espanha: 1983
- Copa da Liga Espanhola: 1983[4]
- Taça dos Clubes Vencedores de Taças: 1981–82

### Prêmios individuais
- Don Balón – Melhor Jogador Espanhol: 1978–79
- Pichichi (La Liga): 1973–74, 1975–76, 1979–80, 1980–81, 1981–82; Segunda División: 1969–70, 1976–77[5]

### Artilharias
- Segunda División de 1969–70 (21 gols)
- La Liga de 1973–74 (20 gols)
- La Liga de 1975–76 (21 gols)
- Segunda División de 1976–77 (26 gols)
- La Liga de 1979–80 (24 gols)
- La Liga de 1980–81 (20 gols)
- La Liga de 1981–82 (27 gols)